# Char marathon
Pour les articles homonymes, voir Marathon.
Le char marathon (parfois appelé char de marathon) est un type de voiture hippomobile adaptée à des activités sportives. Généralement tout terrain, ce char est conçu pour les terrains accidentés et les chemins, ce qui en fait le véhicule idéal pour le TREC attelé.
Le char marathon est équipé de deux places à l'avant et parfois d'une ou deux banquettes à l'arrière afin d'accueillir des passagers. En terrain ou en concours, le groom est posté à l'arrière et bouge de façon à maintenir l'équilibre du char. En balade ou sur terrain stable, le groom peut prendre place à l'avant, à côté du Meneur qui, lui, est toujours posté à gauche.
Un char marathon peut peser entre 150 (pour les plus légers) et 300 kilogrammes, être attelé dans de nombreuses configurations (un, deux ou quatre chevaux, tandem, arbalète, etc.) et offre un bon compromis route-terrain par rapport à une voiture de type « chaise de docteur » ou « sulky ».

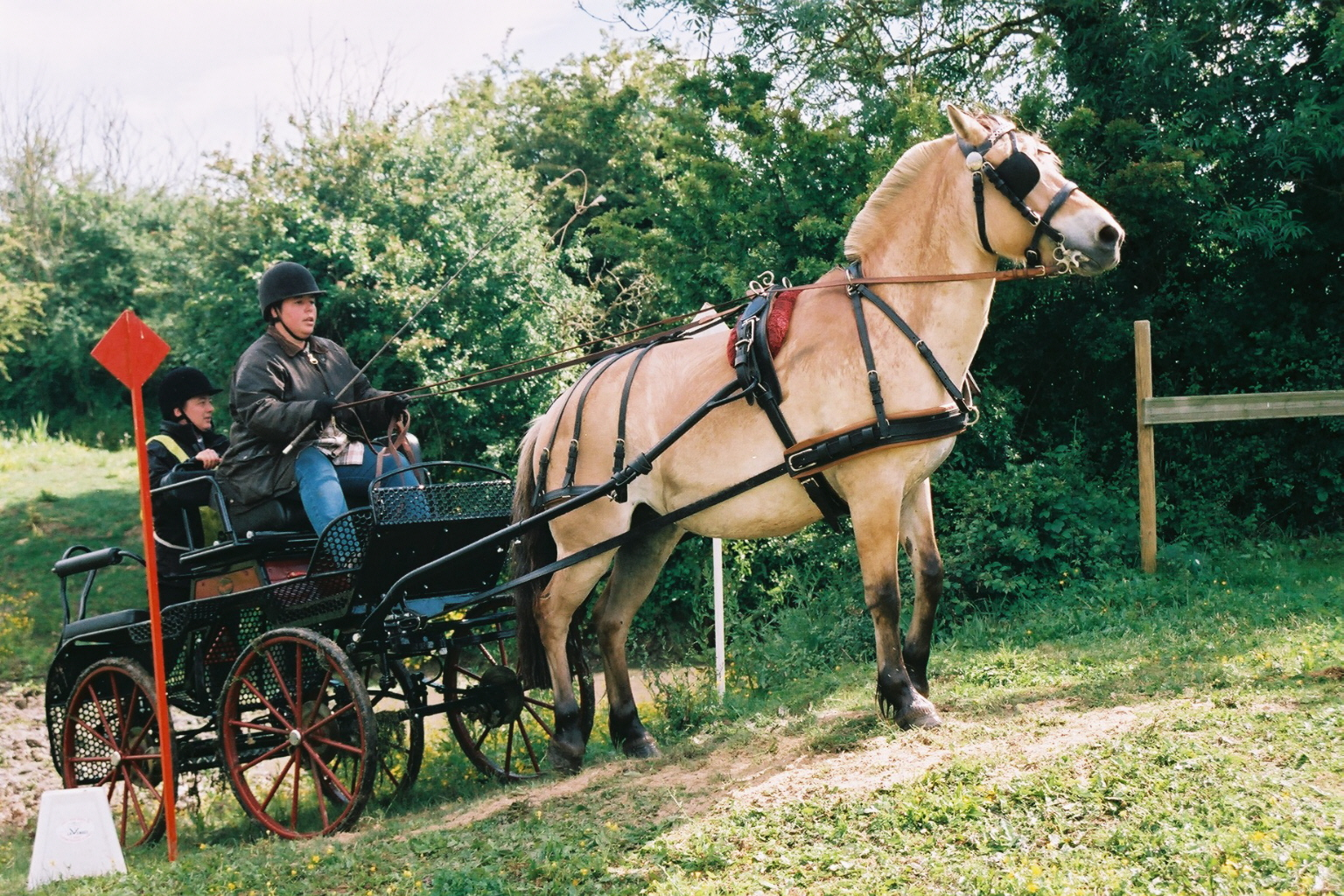
Char Marathon attelé à un cheval
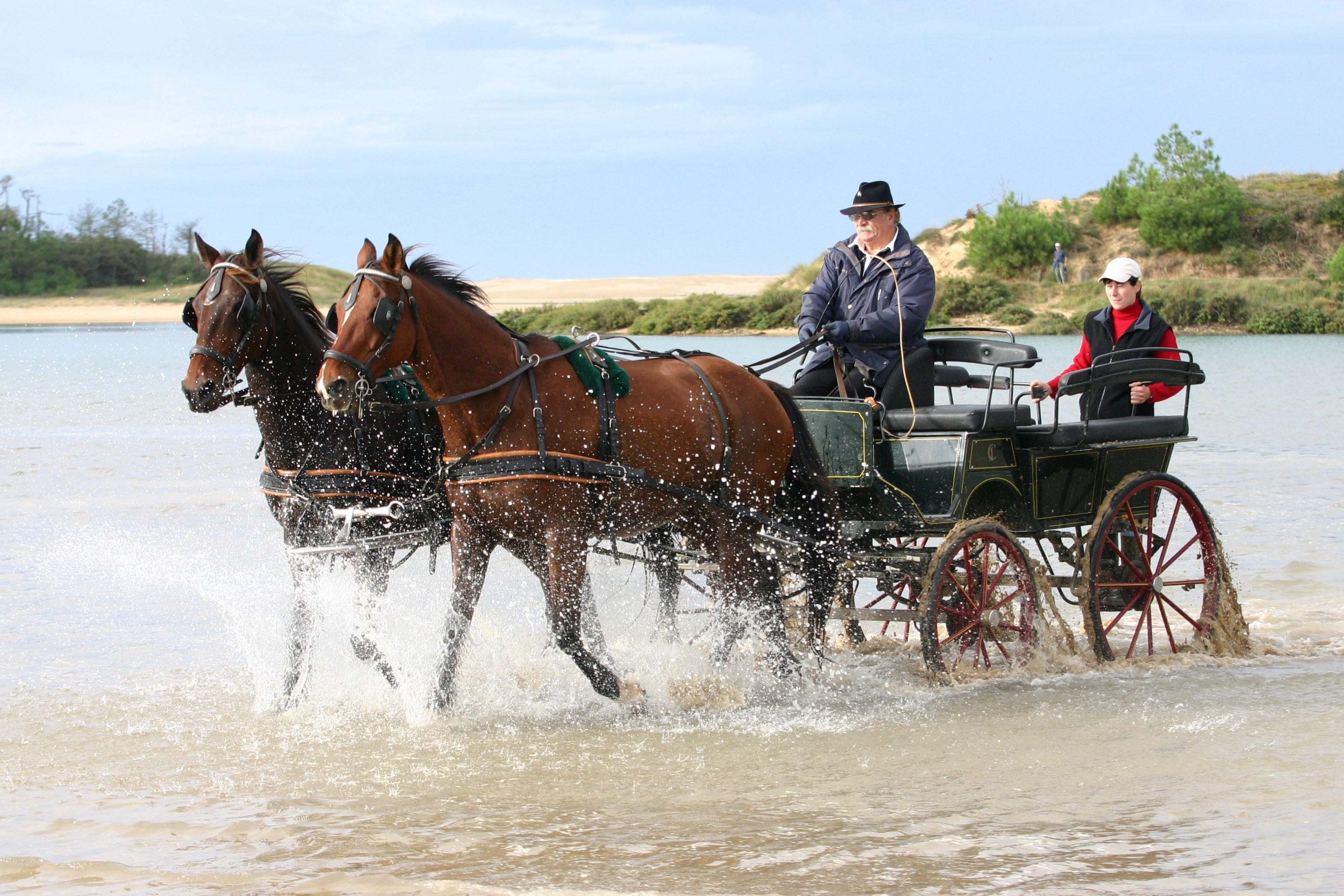
Char Marathon attelé en paire
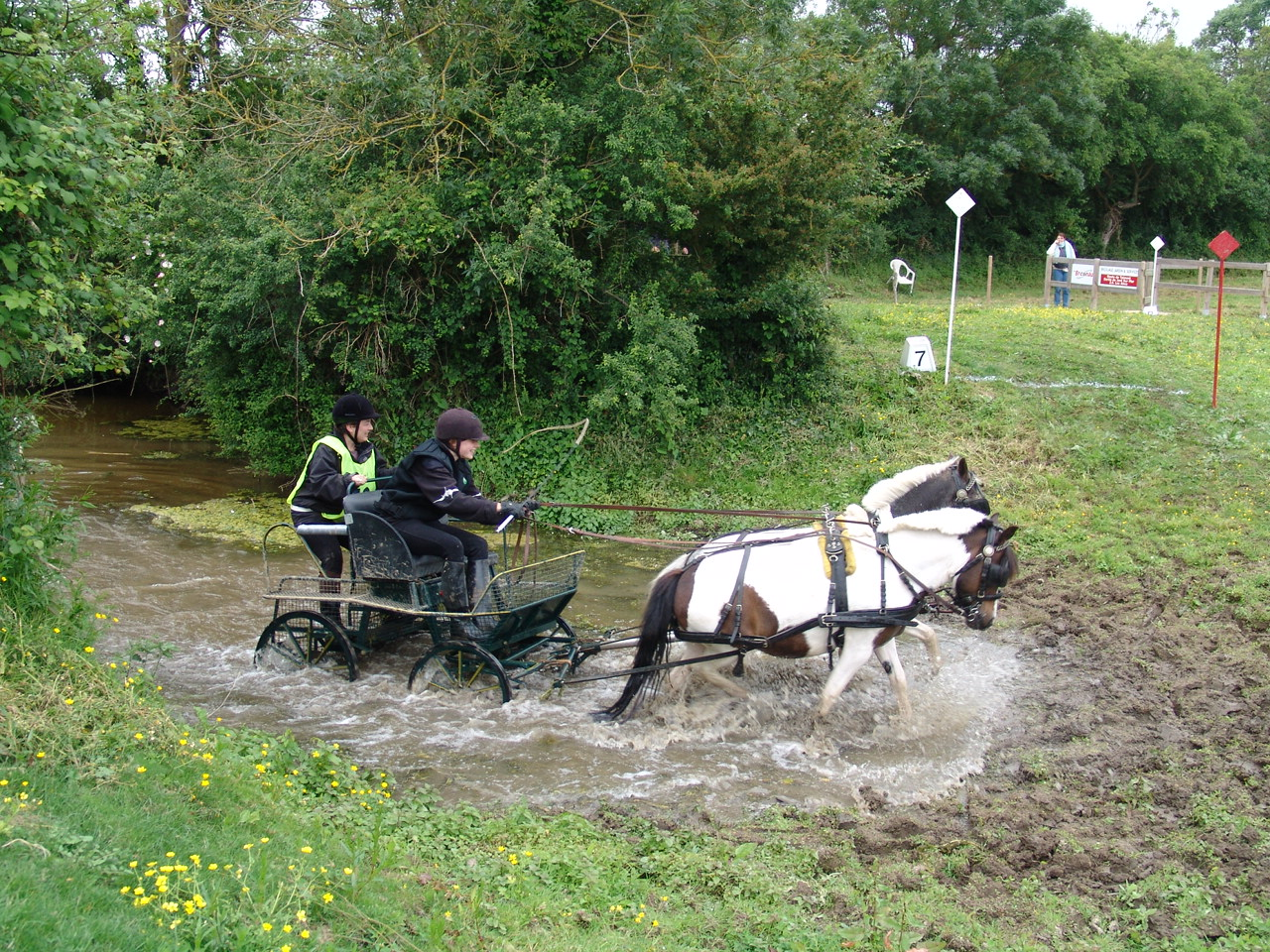
Char Marathon passant un gué